# His Strenuous Honeymoon
His Strenuous Honeymoon è un cortometraggio muto del 1914 diretto da Al E. Christie. Prodotto dalla Nestor di David Horsley e distribuito dall'Universal Film Manufacturing Company, aveva come interpreti Eddie Lyons, Victoria Forde e Lee Moran.

## Trama
Gentleman Jack è, all'albergo estivo, il preferito di tutti fino all'arrivo di Eddie e della sua mogliettina. La giovane sposina è non solo bella, ma anche incostante, e quando lei sorride a un altro uomo, scatena la gelosia di Eddie la cui immaginazione gli propone visioni da tregenda dietro a ogni sorriso. Un giorno, Eddie vede che la moglie sorride anche a Gentleman Jack che occupa l'appartamento oltre la sala d'ingresso. Dovendo assentarsi per lavoro, Eddie continua a pensare a ciò che può succedere. Quando torna, una vecchia domestica gli sussurra all'orecchio che la moglie si trova nell'appartamento di Gentleman Jack. In realtà, la moglie - che è rimasta chiusa fuori dalle sue stanze - ha accettato la proposta di Jack che le ha offerto affabilmente l'uso dell'appartamento fino a quando lui non avrà trovato il portiere dell'albergo con le chiavi. Ma Eddie vede confermati solamente tutti i suoi sospetti: va a prendere la propria pistola e poi si mette alla ricerca del suo rivale immaginario. Alla fine, dopo aver sparato diversi colpi, una spiegazione chiarisce l'equivoco anche se Eddie non riesce a perdonare il comportamento imprudente di sua moglie.

## Produzione
Il film fu prodotto dalla Nestor Film Company.

## Distribuzione
Distribuito dall'Universal Film Manufacturing Company, il film - un cortometraggio di una bobina - uscì nelle sale cinematografiche statunitensi l'8 maggio 1914.